# Dương Lâm (Thủy hử)
Dương Lâm, tên hiệu Cẩm Báo Tử (tiếng Trung: 錦豹子), là một nhân vật hư cấu trong tiểu thuyết cổ điển Trung Quốc Thủy hử. Ông là một trong 72 Địa Sát Tinh của 108 anh hùng Lương Sơn Bạc.

## Xuất thân
Tác phẩm miêu tả Dương Lâm mũi thẳng, miệng vuông, mày thanh, mắt sáng, vai rộng, mình cao. Ông xuất thân từ phủ Chương Đức, tinh thông võ nghệ, sử dụng thương. Ông có biệt hiệu Cẩm báo tử (Con báo gấm).

## Gia nhập Lương Sơn Bạc
Dương Lâm có quen biết với Công Tôn Thắng. Khi Đới Tung đi tìm Công Tông Thắng, tình cờ gặp Dương Lâm trên đường và họ cùng đi với nhau. Khi đi qua Ẩm Mã Xuyên, họ gặp đảng cướp của Bùi Tuyên, Đặng Phi và Mạnh Khang. Đới Tung mời họ gia nhập Lương Sơn Bạc. Dương Lâm sau đó theo Đới Tung lên Lương Sơn.
Khi quân Lương Sơn đánh Chúc gia trang, Dương Lâm nhận phần do thám. Ông cải trang thành một pháp sư. Tuy nhiên do không thuộc đường lối nên bị phát hiện và bị bắt. Ông chỉ thoát sau khi Chúc gia trang bị hạ.

## Sau khi chiêu an
Khi phân định ngôi thứ ở Lương Sơn Bạc, Dương Lâm trở thành một đầu lĩnh mã quân và do thám. Sau khi nhận chiêu an, ông cùng các đầu lĩnh tham gia các chiến dịch đánh dẹp quân Liêu và các lực lượng khác chống đối triều đình nhà Tống. Trong chiến dịch đánh Phương Lạp, ở Hàng Châu, ông nằm trong số các tướng bị dịch bệnh, phải nằm lại và không tham gia tiếp được chiến dịch. Sau khi khỏi bệnh, ông cùng về kinh đô với đoàn quân chiến thắng, là một trong các đầu lĩnh sống sót trở về. Được phong thưởng, Dương Lâm cùng Bùi Tuyên xin trở về vùng Ẩm Mã Xuyên giữ chức quan nhỏ.

## Trong Đãng Khấu Chí
Tại hồi 54, Trần Hy Chân dốc hết binh lực chia quân vướt sông, đánh bại Tống Giang tại bến Vấn Hà, sau lại dùng kế dụ Tống Giang rời Vọng Mông Sơn, quyết chiến tại bờ bắc Vấn Hà một lần nữa. Trong trận này, Dương Lâm bị Loan Đình Ngọc dùng chùy đánh vỡ đầu.